# Mã Gia

Vị trí tại Bình Đông

Mã Gia (tiếng Trung: 瑪家鄉; bính âm: Mǎjiā Xiāng) là một hương (xã) của huyện Bình Đông, tỉnh Đài Loan, Trung Hoa Dân Quốc (Đài Loan). Hương nằm trên dãy núi Trung ương và chủ yếu phát triển về nông nghiệp. Tổng diện tích đạt 78,7008 km², dân số vào tháng 8 năm 2011 là 6.529 người thuộc 1.912 hộ gia đình, mật độ cư trú đạt 83 người/km².